# خنافس بريونو
الاسم العلمي : Prionoceridae عائلة صغيرة من الخنافس ، في رتيبة Polyphaga . تتوزع على مناطق في العالم منها اسيا وافريقا والشرق المتوسط ٫ تشكل مجموعة داخل الخنافس cleroid و تعامل على أنها عائلة تحت فصيلة Melyridae . لا يُعرف سوى القليل جدًا عن تاريخ حياتهم ولكن معظم الأنواع عبارة عن مغذيات حبوب اللقاح مثل البالغين وتحدث بأعداد كبيرة خلال الربيع أو موسم التزهير المضيف. اليرقات نهمة او تتغذى على الأخشاب المتحللة.